# イアハート (小惑星)
イアハート (3895 Earhart) は小惑星帯の小惑星である。キャロライン・シューメーカーがパロマー天文台で発見した。
女性として初めての大西洋単独横断飛行などを行ったアメリカ合衆国の女性飛行士、アメリア・イアハートから命名された。